# Мильчицы
Мильчицы (укр. Мильчиці) — село в Городокской городской общине Львовского района Львовской области Украины.
Население по переписи 2001 года составляло 294 человека. Занимает площадь 6,432 км². Почтовый индекс — 81531. Телефонный код — 3231.